# Кунганово
Кунга́ново — деревня в Торжокском районе Тверской области в 35 км к югу от районного центра Торжок, на левом берегу реки Тьмы На начало 2008 года население — 71 житель. Относится к Высоковскому сельскому поселению.

## История
Несмотря что официально Кунганово числится деревней, это старинное русское село, в XV веке известно как село Хотунецкое-Кунганово, называвшееся ещё и Воскресенским, в XV-XVIII веке принадлежало Троице-Сергиеву монастырю.
В 1859 году в Кунганово 42 двора, 453 жителя. В конце XIX-начале XX века село Кунганово было центром прихода и относилось к Дарской волости Старицкого уезда Тверской губернии. В 1886 году в селе 114 дворов, 679 жителей.
В 1914 году к Кунгановскому приходу кроме села относились деревни: Высоково, Кожевниково, Богатьково, Лаврово, Сельцо Вознесенское. Прихожан — 2399 (1133 мужчины и 1266 женщин).
По переписи 1920 г. Кунганово центр волости, население — 800 жителей.
В 1996 году 46 хозяйств, 94 жителя.
В Кунганово церковь Всех Скорбящих (1894—1900) и Воскресенская церковь (1820) — обе полуразрушены.

## Население
| 1859 | 1886 | 2002 | 2010 |
| ---- | ---- | ---- | ---- |
| 586  | ↗679 | ↘85  | ↘54  |

## Люди, связанные с деревней
С 1936 года в храме села Кунганово служил Иоанн Никольский (Тверской).

## Галерея
- Храмовый комплекс со стороны реки
- Скорбященская церковь
- Воскресенская церковь
- Храмовый комплекс с воздуха